# مونيكا ماكوفي
مونيكا لويزا ماكوفي من مواليد 4 فبراير 1959هي سياسية رومانية ومحامية ومدعية عامة سابقة، وهي حاليًا عضو في البرلمان الأوروبي من المحافظين والإصلاحيين الأوروبيين وعضو سابق في الحزب الليبرالي الديمقراطي الروماني. كانت وزيرة العدل في رومانيا في أول حكومة لرئيس الوزراء كولين بوبيسكو توريسيانو. في هذا المنصب كان لها الفضل في تنفيذ إصلاحات العدالة المطلوبة لتصبح رومانيا دولة عضو في الاتحاد الأوروبي.  كانت أيضًا مرشحة مستقللة في انتخابات رومانيا الرئاسية لعام 2014.

## روابط خارجية
- مونيكا ماكوفي على موقع مونزينجر (الألمانية)